# 浜名理香
浜名 理香（はまな りか、1963年〈昭和38年〉6月11日 − ）は、日本の歌人。熊本市出身で、短歌結社「石流」を主宰。

## 人物
熊本市内で生まれ、育った。歌人の石田比呂志と出会い、熊本大学文学部入学と同時に、氏が主宰する「牙」短歌会に入会した。個性の強い石田比呂志から短歌をはじめ多くのものを学び、大学在学中に第一歌集『銀のノブ』を上梓した。彼女は大学を出た後、高校の教員をしながら、ひたむきに生きる女性のさまざまな出来事や感情を、独特の感性と表現で、率直に飾ることなく歌にしている。石田の死後は歌誌「石流」を創刊。2013年の49歳時に第四歌集『流流』で第54回熊日文学賞を受賞した。

## 経歴
- 1963年（昭和38年， 0歳） - 6月11日、熊本市内で三人兄弟の末っ子として生まれる。
- 1979年（昭和54年，16歳） - 熊本県立第一高等学校入学。
- 1982年（昭和57年，18歳） - 熊本県立第一高等学校卒業。3月末、文学青年だった次兄の紹介で歌人石田比呂志と阿木津英に出会う。
- 1983年（昭和58年，20歳） - 熊本大学文学部文学科入学。入学と同時に石田比呂志主宰の「牙」短歌会に入会し、歌作を始める。当時の熊本には阿木津英もいた。
- 1984年（昭和59年，21歳） - 短歌結社「未来」（近藤芳美 主宰）に入会し、石田比呂志選歌欄に出詠。
- 1986年（昭和61年，23歳） - 牙作品賞受賞。
- 1987年（昭和62年，24歳） - 大学4年時に第一歌集『銀のノブ』を出版。熊本大学文学部卒業後、熊本県立熊本高等学校の非常勤講師を勤める。
- 1988年（昭和63年，25歳） - 熊本県立第一高等学校の非常勤講師を勤める。
- 1989年（平成元年，26歳） - 熊本県民文芸賞短歌部門一席[1]。「牙」編集委員。熊本信愛女学院高等学校国語科教諭。
- 1994年（平成6年，31歳）- 第二歌集『月兎』刊行。
- 2000年（平成12年，37歳） - NHK学園通信添削講座講師。
- 2002年（平成14年，39歳） - 第三歌集『風の小走り』刊行。熊本信愛女学院高等学校退職。熊本マリスト学園高等学校の非常勤講師を勤める。
- 2003年（平成15年，40歳） - 第38回熊本県文化懇話会新人賞受賞[2][3]。「九月は日奈久で山頭火」実行委員会主催の「九月は日奈久で山頭火」のシンポジウムにパネリストとして参加。現代歌人協会会員。
- 2004年（平成16年，41歳） - 豊肥短歌大会講師。
- 2005年（平成17年，42歳） - 熊本県立第一高等学校図書館講座講師。
- 2006年（平成18年，43歳） - 白川の水辺空間検討会主催「白川の水辺空間を考えるフォーラム　みて！ ふれて！ かんじて！〜白川そだち」パネルディスカッションにパネリストとして参加（5月27日、熊本市立図書館）[4][5]。熊本県立熊本商業高等学校で短歌の研究授業。山口市短歌大会講師。
- 2007年（平成19年，44歳） - 山口県光市短歌大会講師。
- 2008年（平成20年，45歳） - NHK文化センター熊本短歌入門講座講師
- 2009年（平成21年，46歳） - 熊本市北部公民館短歌講座講師。NHK学園生涯学習フェスティバル別府短歌大会選者。くまもと生涯学習インストラクターの会「まなぶ」主催「平成熊本独楽吟〜短歌を詠もう〜」講師（〜平成26年）。
- 2010年（平成22年，47歳） - 尚絅大学非常勤講師。長崎歌人会主催の長崎県綜合短歌大会講師[6]。長崎の短歌同人誌「場」（代表 馬場昭徳）に参加。
- 2011年（平成23年，48歳） - 2月24日石田比呂志急逝[7]。熊本県嘉島町公民館短歌講座講師。
＜干し竿に垂るる敷布の端めくり石田さあんと縁側に呼ぶ（流流）＞
- 2012年（平成24年，49歳） - 第四歌集『流流』刊行。歌誌『石流』創刊（浜名理香 主宰、月刊）[8][9]。
- 2013年（平成25年，50歳） - 第四歌集『流流』で第54回熊日文学賞受賞[10]。熊本県立第一高等学校同窓会「清香会」短歌部講師。
- 2014年（平成26年，51歳） - 日本文藝家協会会員。

## 著書

### 歌集
- 第一歌集『銀のノブ』 「牙」短歌会、1987年（昭和62年、24歳）
- 第二歌集『月兎』 砂子屋書房、1994年（平成6年、31歳）
- 第三歌集『風の小走り』 砂子屋書房、2002年（平成14年、39歳）
- 第四歌集『流流』 砂子屋書房、2012年（平成24年、49歳）
- 第五歌集『くさかむり』 砂子屋書房、2023年（令和5年、60歳）

### 選集
- 『浜名理香歌集（現代短歌文庫）』 砂子屋書房、2009年（平成21年、46歳）
（『月兎』、『銀のノブ』（抄）、『風の小走り』（抄）のほか、歌論・エッセイや解説を収録）

## 作品

### おもな雑誌・新聞に発表した作品
（短歌誌「牙」、「石流」、「未来」、同人誌「場」は省く）
歌壇（本阿弥書店）
- 『ねこじゃらし（15首）』 1巻6号84-85頁、1987年（昭和62年、24歳）
- 『みずがね（20首）』 2巻12号76-79頁、1988年（昭和63年、25歳）
- 『桃（15首と小文）』 3巻11号140-141頁、1989年（平成元年、26歳）
- 『幸せの桃（15首）』 8巻9号122-123頁、1994年（平成6年、31歳）
- 『望月に（8首と小文）』 11巻1号134-135頁、1997年（平成9年、34歳）
- 『点描・招き猫（6首）』 12巻3号88-89頁、1998年（平成10年、35歳）
- 『秋来（10首）と小文』 12巻12号118-119頁、1998年（平成10年、35歳）
- 『柘榴（7首）』 14巻2号170頁、2000年（平成12年、37歳）
　・・・
- 『アンソロジー2013 テーマ別私の一首』28巻3号47頁、2014年（平成26年、51歳）
- 『舟（12首）』 29巻4号98-99頁、2015年（平成27年、52歳）

短歌（角川書店）
- 『結社賞受賞者競詠　鰭（8首と小文）』 34巻4号159-235頁、1987年（昭和62年、24歳）
- 『パセリが笑う（7首）』 36巻4号154頁、1989年（平成元年、26歳）
- 『パントマイム（8首）』 40巻10号153頁、1993年（平成5年、30歳）
- 『元旦晴れて（8首）』 41巻3号146頁、1994年（平成6年、31歳）
- 『花日和（8首）』 42巻2号258頁、1995年（平成7年、32歳）
- 『軒つばめ（8首）』 43巻1号230頁、1996年（平成8年、33歳）
- 『色づき（8首）』 43巻11号230頁、1996年（平成8年、33歳）
- 『秋日（8首）』 44巻12号217頁、1997年（平成9年、34歳）
- 『しし座流星群（14首）』 46巻2号130-131頁、1999年（平成11年、36歳）
- 『春宵（5首）』 46巻6号94頁、1999年（平成11年、36歳）
- 『紅うすいろ（14首）』 47巻4号44-47頁、2000年（平成12年、37歳）
- 『春の小走り（10首）』 48巻5号44-45頁、2001年（平成13年、38歳）
- 『眦川（10首）』 48巻13号42-43頁、2001年（平成13年、38歳）
- 『月の萱原（10首）』 49巻9号40-41頁、2002年（平成14年、39歳）
- 『いめ（10首）』 50巻9号42-43頁、2003年（平成15年、40歳）
- 『未然已然（12首）』 51巻8号40-41頁、2004年（平成16年、41歳）
- 『笛（12首）』 52巻8号42-43頁、2005年（平成17年、42歳）
- 『蟹ならずとも（12首）』 53巻6号40-41頁、2006年（平成18年、43歳）
- 『結び切り（12首）』 54巻3号40-41頁、2007年（平成19年、44歳）
- 『更地の花（12首）』 54巻13号40-41頁、2007年（平成19年、44歳）
- 『花（12首）』 55巻7号38-39頁、2008年（平成20年、45歳）
- 『祈（10首）』 56巻6号40-41頁、2009年（平成21年、46歳）
- 『白梅（10首）』 57巻5号40-41頁、2010年（平成22年、47歳）
- 『雪（10首）』 58巻4号40-41頁、2011年（平成23年、48歳）
- 『蒟蒻だもの（10首）』 59巻3号38-39頁、2012年（平成24年、49歳）
- 『花散る里（10首）』 60巻4号34-35頁、2013年（平成25年、50歳）
- 『点点の顔（10首）』 61巻6号46-47頁、2014年（平成26年、51歳）

短歌研究（短歌研究社）
- 『浜名理香（3首）』 47巻10号126頁、1990年（平成2年、27歳）
- 『現代歌人百人一首　わたしの世界遺産（1首と小文）』 67巻1号115頁、2010年（平成22年、47歳）

短歌現代（短歌新聞社）
- 『河童太郎（15首）』 12巻2号120-121頁、1988年（昭和63年、25歳）
- 『春（7首）と小文』 17巻5号72頁、1993年（平成5年、30歳）
「余りの言葉のように、削り出して行く私の歌は風に吹かれてひらひらしている」
- 『頂花蕾（7首）』 33巻6号137頁、2009年 （平成21年、46歳）
- 『[同時代]としての女性短歌』 （「文芸」編集部編、河出書房新社）
- 『風の色（10首）』 、226-227頁、1992年（平成4年、29歳）
「私は、私の部屋の座布団の上の、六十センチ四方ばかりの世界に尻を据えて、日々、自己の革命に明け暮れている」

NHK短歌（NHK出版）
- 『巻頭秀歌 ＜うわばみに生まれ変わりてひっそりと剃髪青き頭を呑まん＞』 2007年11月号10-11頁（平成19年、44歳）

新聞記事
- 『指の香り（5首）』 熊本日日新聞  1996年1月15日朝刊（平成8年、33歳）
「“俗っぽい”生活を拒むことは出来そうにないが、兼好の言葉は、常に身をグサリと突き通す」
- 『橘（7首）』 熊本日日新聞  1998年8月24日夕刊（平成10年、35歳）
- 『春のくしゃみ（7首）』 読売新聞 2000年4月8日夕刊[西部]6頁 （平成12年、37歳）
- 『四月七日の道の辺の歌（8首）』 熊本日日新聞 2003年4月14日朝刊20面（平成15年、40歳）
- 『空（5首）』 毎日新聞 2008年7月21日（平成20年、45歳）
- 『夢の覚めぎわ（5首）』 うた新聞（いりの舎）2012年7月4日号5面（平成24年、49歳）
- 『お父さん（7首）』 東京新聞 2013年6月21日夕刊（平成25年、45歳）

### エッセイ他
歌壇（本阿弥書店）
- 『塚本邦雄と岡井隆　2首を読む　明暗』 2巻7号146-147頁、1988年（昭和63年、25歳）
- 『私の愛の歌 ＜肝心の言葉選ばぬようにして二人見ている蕾ふふむ庭＞』 6巻4号76-79頁、1992年（平成4年、29歳）
- 『書評 小嶋啓生「泉の如し」』 8巻1号170-171頁、1994年（平成6年、31歳）
- 『近・現代の新年詠』 10巻1号84頁、1996年 （平成8年、33歳）
- 『心象と自然』 10巻6号64-65頁、1996年（平成8年、33歳）
「自然とどのように向き合い、どう詠うのか、ということに関しては、本当は斎藤茂吉の「実相に観入して自然自己一元の生を写す」という言葉で既に事足りているように思う」

短歌（角川書店）
- 『フエミニズムは終わらない』 37巻12号210頁、1990年（平成2年、27歳）
「これらの作品の中に私は女性一人一人の個の体感の中に浸透しはじめたフェミニズムのかすかな水音を聞く」
- 『百鼠』 38巻4号114頁、1991年（平成3年、28歳）
「実際、言葉は迂闊には立ち行かない。一語一語の裏に神が存在する。言葉を操るのは、真に神技である」
- 『あの頃のこと』 41巻9号118頁、1994年（平成6年、31歳）
「歌人の方に興味を持ち、歌まで作るようになったのは、石田比呂志と阿木津英とが短歌を語る言葉に、熱っぽく純粋なものを感じたからだ」
- 『結社の窓 「牙」の巻』 43巻5号183頁、1996年（平成8、33歳）
- 『出逢いの連続』 44巻3号109頁、1997年（平成9年、34歳）
「自分を見つめ続けることで、何かの真実が見えることを私は信じている」
- 『書評 米川千嘉子歌集「たましひに着る服なくて」』 45巻12号238頁、1998年（平成10年、35歳）
- 『手触りに託す』 46巻12号156頁、1999年（平成11年、36歳）
＜やわらかく避けられている関わりを桃のうぶ毛に触れて理解す＞
- 『人生の朝』 48巻2号139頁、2001年（平成13年、38歳）
- 『人生最初の蹴躓き』 50巻7号107頁、2003年（平成15年、40歳）
- 『知恵と水と』 51巻12号14-15頁、2004年（平成16年、41歳）
- 『書評 清水房雄歌集「残余小吟」、橋本嘉典歌集「な忘れそ」、佐藤通雅著「宮柊二　柊二初期及び「群鶏」論』 60巻2号166-168頁、2013年（平成25年、50歳）
- 『論考　奥行きのある歌　時間編　心の中の果てしない奥行き』 60巻11号52-53頁、2013年（平成25年、50歳）
- 『書評　上野誠著「書淫日記」』 60巻13号190頁、2013年（平成25年、50歳）
- 『カタカナ、会話の挿入　やさしく、たのしく、うつくしく』 61巻13号74-75頁、2014年（平成26年、51歳）
- 『ものを見る眼を養うには　よき眼に学ぶ』62巻11号64-65頁、2015年（平成27年、52歳）

短歌現代（短歌新聞社）
- 『牙　正述心緒・寄物陳思』 12巻2号120-121頁、1988年（昭和63年、25歳）
- 『牙』 20巻7号48頁、1996年（平成8年、33歳）
- 『安永蕗子　流麗なる渇望』 33巻4号52-53頁、2009年 （平成21年、46歳）
- 『全国の秀歌（秀歌ベスト10＋発言）』 33巻12号91-92頁、2009年 （平成21年、46歳）
- 『枕詞』 35巻4号60-61頁、2011年（平成23年、48歳）

熊本日日新聞
- 『たーみなる　実年の“実”ってナニ？＝人間どうせかたつむり』 1991年5月15日朝刊（平成3年、28歳）
「二十五歳の時、まやかしのゴム風船がパチンと弾けた」
- 『たーみなる　男はやはり濡れ落葉？オトーサンは悲しい』 1991年6月19日朝刊（平成3年、28歳）
「最近流行する人間分類に関する言葉は、十把一からげで、表面的で、愛情も哀愁も感じられない、揶揄的要素の強いものが多く、虫酸が走る」
- 『夕刊クック・甘辛談義』 1991年5月7日から1992年3月23日までの月1回の夕刊連載（全12回）（平成3-4年、28-29歳）
お菓子や弁当など食べ物に関するエッセイ。
「己れ一人の力を頼み、強く在ることを強いられて渡る世に落ちる、太陽の赤い胸やけが染みる」（「イヴ小閑」1991年12月24日）
- 『すくーるぞーん』 　1994年4月11日から1995年3月13日までの月1回の朝刊連載（全14回）（平成6-7年、31-32歳）
熊本信愛女学院高校教諭時代に感じた高校生や彼等の生活に関するエッセイ。
「社会に立ち交じることを猶予された者のシンボルとしての制服と、「発情色」というのは、やはり、どこかそぐわない」
- 『ら抜き言葉・大事にすべき“美しい日本語”』 1995年11月19日朝刊（平成7年、32歳）
「いかに美しい日本語で話し、書くことが大切なことか。だれも言葉が動いていくことを止められませんが、美しい日本語は大事にしないと日本の文化がだめになってしまいます」
- 『リングサイド』 2002年6月30日から2003年4月14日までの3か月1回の朝刊連載（全4回）（平成14-15年、39-40歳）
- 『きょうの発言』 2005年1月5日から2005年3月30日までの週1回の夕刊連載（全13回）（平成17年、42歳）
「一時期、私は勤め先の門が、すんなりくぐれないということがあった」（「朝のドーナツ」2005年3月2日）
- 『2月14日には愛の短歌贈る』 2006年2月4日朝刊25面（平成18年、43歳）
- 『第54回熊日文学賞受賞エッセイ　「ご心配」を頂いて』 　2013年2月22日朝刊20面（平成25年、50歳）
「石田比呂志は妻子や家、地位や名誉や財産を持たぬ自らを六無斎と称した。それに倣うつもりはなかったものの、名誉をひとつ貰ってしまった」
- 『短歌のとびら』 2013年4月1日から2013年8月26日までの週1回の朝刊連載（全20回）（平成25年、50歳）
- 『書評「歌人の死」（福島泰樹著）　時代と格闘　志は永遠』 2015年8月16日6面、（平成27年、52歳）

うた新聞（いりの舎）
- 『安永蕗子―むなしき双の掌ありて』 2012年10月7日号8面、（平成24年、49歳）
- 『ゆかしさのために』 2014年6月27日号7面、（平成26年、51歳）
「作品一首がそこにあり、鑑賞者は心を尽くして向かい合う。分からぬ、ゆえに「ゆかしい」」

場（「場」の会）
- 『＜私の一冊＞「魚愁」安永蕗子　I 雪炎から II 毒草園まで』27号54-57頁、2015年10月（平成27年、52歳）

## 関連文献
- 阿木津英『浜名理香 若者の一典型』 歌壇（本阿弥書店）2巻12号80-83頁、1988年
- 阿木津英『浜名理香 小さな燐寸一本の発火によって』 歌壇（本阿弥書店）2巻12号84-85頁、1988年
- 『20代が選ぶ戦後の一首』 歌壇（本阿弥書店）4巻8号(39)94-105頁、1990年
- 久山倫代『書評 浜名理香「月兎」』 歌壇（本阿弥書店）8巻8号(87)165-166頁、1994年
- 水原紫苑『書評 浜名理香歌集「月兎」』 短歌（角川書店）41巻8号262頁、1994年
- 高野公彦『書評　歌集「月兎」（浜名理香著）』 熊本日日新聞 1994年5月23日朝刊
- 山埜井喜美枝『よみうり文芸時評』 読売新聞 2000年3月21日夕刊[西部]8部5頁 （「石榴」7首（歌壇）と「紅うすいろ」14首（短歌）の評）
- 伊藤一彦『浜名理香「眦川」』 朝日新聞 2002年1月5日夕刊[西部]（「眦川（まなじり）（短歌）」の評）
- 山埜井喜美枝『よみうり文芸時評』 読売新聞 2002年3月20日夕刊[西部]4頁 （第三歌集『風の小走り』 の評）
- 小守有里『読者文芸・書評＝歌集「風の小走り」（浜名理香著）　豊かな着想と優しさ、日常の空間から飛翔』 熊本日日新聞 2002年4月9日朝刊13面
- 『熊本ブンガク横丁＝歌人・浜名理香　師との葛とうの中で飛躍　全力で作る楽しさ』 熊本日日新聞 2002年4月19日朝刊
「いちど、今の私にできるぎりぎりの歌を作ってみよう。それでつぶれるならつぶれてもいい」
- 前登志夫『巻頭秀歌　歌意』 NHK短歌 2007年11月号16-17頁、（平成19年、44歳）
- 馬場昭徳『読者文芸・書評 「浜名理香歌集」　陰翳の中の真っすぐな視線』 熊本日日新聞 2009年10月10日朝刊25面
- 池田はるみ『書評「浜名理香歌集」　気風の良い歌』 短歌現代（短歌新聞社）34巻4号147頁、2010年
- 中川佐和子『読者文芸・書評＝浜名理香歌集「流流（りゅうる）」　描写力と独特の鋭い感性』 熊本日日新聞 2012年11月26日朝刊5面
- 伊勢方信『書評 浜名理香歌集「流流」』 短歌（角川書店）60巻5号156頁、2013年
- 光栄尭夫『悲しみの器　浜名理香歌集「流流（りゅうる）」』 うた新聞（いりの舎）2013年5月14日号10面
- 河野洋子『浜名理香の歌集「流流」を読む　雅と俗のほどの良さ』 場（「場」の会）22号46-48頁、2013年10月
- 水口奈津子、北川秀子、永田智子、碇博視、加古陽、上川原緑『「流流」三首評』 場（「場」の会）22号49-51頁、2013年10月
- 田中徹男『「流流」の謎』 場（「場」の会）22号52-53頁、2013年10月
- 島田真祐、河原畑廣、岩岡中正、古江研也『第54回熊日文学賞・選考を終えて　浜名理香さんの歌集「流流」』 熊本日日新聞 2013年2月9日朝刊
- 『人＝第54回熊日文学賞を受賞した浜名理香さん（49）』 熊本日日新聞 2013年2月1日朝刊
「体全部が短歌でできているという実感が持てるように、命懸けで歌を作る日々を過ごしたい。石田さんのように」